# Cayos Cochinos
Cayos Cochinos är öar i Honduras.   De ligger i departementet Departamento de Islas de la Bahía, i den centrala delen av landet, 220 km norr om huvudstaden Tegucigalpa. Arean är 2,0 kvadratkilometer.